# Punto de marchitez permanente

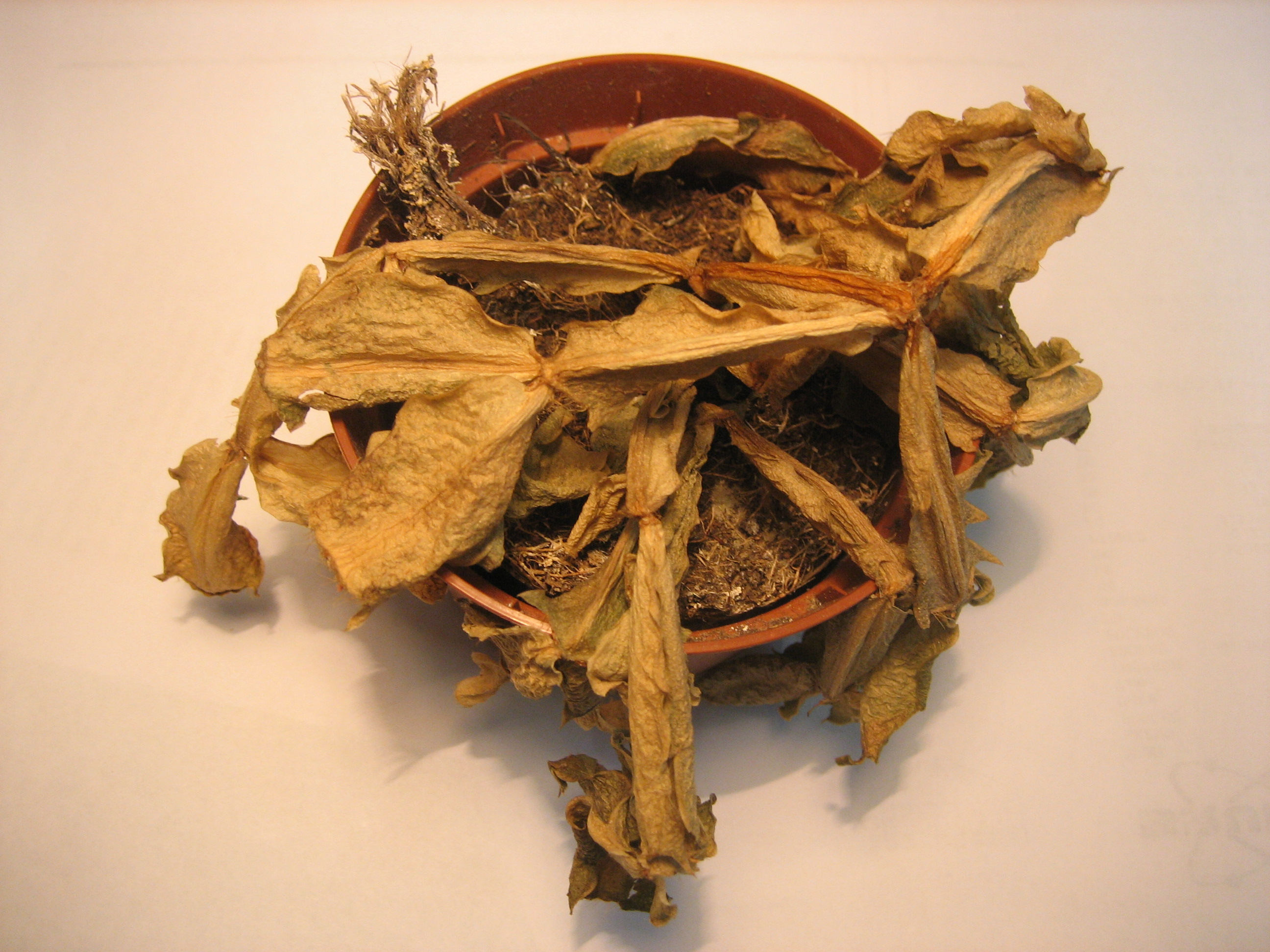
Planta que llegó al punto de marchitez permanente.

El punto de marchitamiento permanente es el punto de humedad mínima en el cual una planta no puede seguir extrayendo agua del suelo y no puede recuperarse de la pérdida hídrica aunque la humedad ambiental sea saturada. El experimento se realizó con Helianthus annuus dado que es una planta de fuerte crecimiento y con una visible reacción a los cambios hídricos. 
Este punto se estima como el contenido de agua retenida en el suelo tras ser sometido a una tensión de -15 bares.